# 2023
Het jaar 2023 is een jaartal dat volgens de christelijke jaartelling op een zondag begon. Pasen viel op 9 april, Hemelvaartsdag op 18 mei en Pinksteren op 28 mei.

## Gebeurtenissen

### Januari
- 1 – Kroatië betreedt de Eurozone en het Schengengebied.
- 1 – Winnende verkiezingskandidaat Luiz Inácio Lula da Silva (koosnaam: Lula) wordt ingezworen als president van Brazilië.
- 1 – In Nederland is de verkoop aan particulieren van muizen- en rattengif voortaan verboden. Voorraden mogen nog een jaarlang worden opgemaakt.

- 5 – De begrafenis van paus Benedictus XVI vindt in Vaticaanstad plaats.
- 8 – In de Kimberley in Australië zijn honderden mensen geëvacueerd na hevige overstromingen.
- 8 – Aanhangers van de voormalig president Jair Bolsonaro voeren in Brasilia een bestorming uit op het Nationaal Congres, het Federale Hooggerechtshof en het Paleis van Planalto.
- 15 – Vlak bij de Nepalese plaats Pokhara stort Yeti Airlines-vlucht 691 neer, waardoor meer dan zestig mensen omkomen.
- 18 – De Oekraïense minister van binnenlandse zaken Denys Monastyrsky komt samen met 13 andere mensen om het leven in een helikoptercrash in Brovary, Oblast Kiev.
- 28 – In Billings, Montana wordt een van de eerste Chinese spionageballonnen aangetroffen in het Amerikaanse luchtruim.
- 30 – In Pakistan vindt een aanslag plaats op een moskee in Pesjawar, waarbij naar schatting meer dan honderd mensen om het leven komen.
- 31 – De  allerlaatst geproduceerde Boeing 747 verliet de productielijn in Everett op dinsdag 6 december 2022 en wordt op dinsdag 31 januari 2023 als vrachtvliegtuig afgeleverd aan de vrachtmaatschappij Atlas Air.[1][2]

### Februari
- 1 – De komeet C/2022 E3 (ZTF) bereikt de kleinste afstand tot de Aarde: 42 miljoen km. Ze is voor het eerst vanaf de aarde te zien sinds de Neanderthalers.
- 6 – In Turkije en Syrië vindt een zware aardbeving plaats met tienduizenden doden tot gevolg
- 17 – Een protestdemonstratie in Paramaribo loopt uit op een bestorming van De Nationale Assemblée, grootschalige vernielingen, en plunderingen van tientallen winkels. Bij de rellen raken meer dan twintig mensen gewond.[3][4]
- 23 – Een internationale groep wetenschappers ontdekken een compleet fossiel van de Dinocephalosaurus orientalis in de provincie Guizhou in het zuiden van China.[5]

### Maart
- 7 - De directie van het Belgische supermarktconcern Delhaize kondigt de verzelfstandiging aan van alle 128 filialen, waar onmiddellijk stakingen en andere acties uitbreken.
- 10 – Iran en Saoedi-Arabië hervatten na een jarenlange onderbreking hun diplomatieke betrekkingen, na bemiddeling door China.[6]
- 15 – In Nederland worden Provinciale Statenverkiezingen gehouden, die worden gewonnen door de BoerBurgerBeweging.
- 19 – Onder druk en met financiële steun van de Zwitserse regering neemt de bank UBS de wankelende branchegenoot Credit Suisse over.

### April
- Het Compact of Free Association tussen de Verenigde Staten, Micronesië en de Marshalleilanden loopt af.
- 4 – Finland wordt lid van de NAVO.
- 15 – Het gewelddadige conflict in Soedan tussen de Soedanese Volkskrijgsmacht onder leiding van Abdel Fattah al-Burhan en de Soedanese Rapid Support Forces onder leiding van Mohamed Hamdan Dagalo begint rond de hoofdstad Khartoem en in de regio van Darfur.[7]
- 27 - Koningsdag vindt plaats in Rotterdam.

### Mei
- 6 – Koning Charles III van het Verenigd Koninkrijk wordt officieel gekroond, net als koningin-gemalin Camilla in Westminster Abbey. (Lees verder)
- 9 tot en met 13 – In de Britse stad Liverpool vindt de 67e editie van het Eurovisiesongfestival plaats.
- 17 – De streek van Emilia-Romagna in Italië wordt getroffen door zware overstromingen.[8]
- 19 – Rusland verklaart Greenpeace tot ongewenste organisatie wegens "staatsondermijnende activiteiten". In maart heeft hetzelfde lot al het Wereld Natuurfonds getroffen.
- 31 – Sevilla FC en AS Roma spelen de finale van de UEFA Europa League 2022/23 in de Puskás Aréna te Boedapest. Sevilla wint voor de zevende keer deze beker na verlengingen in de strafschoppenreeks.[9]

### Juni
- 2 – Bij een treinramp in Baleshwar (Oost-India) vallen bijna 300 doden en honderden gewonden.[10]
- 6 – De Kachovkadam in het zuiden van Oekraïne wordt verwoest, met grootschalige overstromingen ten gevolge.
- 7 – ACF Fiorentina en West Ham United spelen de finale van de UEFA Europa Conference League 2022/23 in de Fortuna Arena te Praag. West Ham United wint de wedstrijd met 1-2.[11]
- 8 – Rook van honderden bosbranden in grote delen van Canada waaiert uit over Toronto en New York, die kampen met verstikkende luchtvervuiling.[12]
- 9 – Oekraïne start een tegenoffensief tegen de Russische invasie op drie fronten: ten westen van Voehledar, ten zuiden van Velyka Novosilka en rond de stad Bachmoet.[13]
- 10 – Manchester City en Inter Milaan spelen de finale van de UEFA Champions League 2022/23 in het Atatürk Olympisch Stadion te Istanboel. Manchester City wint de wedstrijd met 1-0.
- 13 – Een zwangere koboldhaai wordt ontdekt in de wateren van Taiwan.[14]
- 14 –  Voor de kust van Griekenland komen zeker 79 migranten die de EU probeerden te bereiken om het leven als hun boot kapseist en zinkt. De boot zou zijn vertrokken vanuit de omgeving van Tobroek (Libië).[15]
- 15 – Bij de afdaling naar de finish in de vijfde etappe van de Ronde van Zwitserland valt de Zwitser Gino Mäder in een ravijn. Hij overlijdt de volgende dag.
- 16 –  Een groot deel van het westen van Frankrijk wordt getroffen door een aardbeving. Het epicentrum ligt circa 30 kilometer ten oosten van La Rochelle.[16]
- 17 –  De Russische Federatie hevelt tactische nucleaire wapens over naar buurland Wit-Rusland, dat tevens hun bondgenoot is in de oorlog in Oekraïne.[17]
- 17 – Het jaarlijkse evenement Trooping the Colour te Londen heeft voor het eerst plaatsgevonden met de regerende koning Charles III op de Britse troon.[18]
- 20 – Zeker 41 vrouwen zijn gedood tijdens een rel in de vrouwengevangenis Centro Femenino de Adaptacion Social in Honduras.[19]
- 24 – Jevgeni Prigozjin, de leider van de Wagnergroep, verklaart dat zijn troepen het Russische militair hoofdkwartier in de Zuid-Russische stad Rostov aan de Don hebben bezet. De Wagner-troepen zullen volgens Prigozjin verder optrekken naar Moskou.[20] De Russische president Vladimir Poetin reageert in een televisietoespraak en spreekt over "landverraad".[21] Later op de dag wordt duidelijk dat de opmars van de Wagner-troepen is gestopt en dat Prigozjin zich zal gaan vestigen in Wit-Rusland.[22] (Lees verder)
- 25 – De Belgische basketbalvrouwen zijn Europees Kampioen. In Ljubljana winnen de Belgian Cats de EK-finale tegen Spanje met 58-64. Het is de eerste titel in hun geschiedenis. Daarnaast is het de allereerste gouden medaille ooit voor een Belgisch vrouwenteam en voor een Belgisch zaalsportteam.[23]
- juni -In België  veroorzaakt de Youtuber Acid ophef door in een video de namen, foto's en jobs te onthullen van leden van de studentenclub Reuzegom, die enkele dagen eerder veroordeeld zijn voor de dood van Sanda Dia tijdens een studentendoop in 2018, maar volgens Acid te licht gestraft werden. Youtube verwijdert de video  en schorst het kanaal ACID 2 voor een week.

### Juli
- 1 – Koning Willem-Alexander biedt namens een deel van de Nederlandse regering excuses aan voor het slavernijverleden.
- 7 – De Nederlandse premier Mark Rutte biedt het ontslag van zijn voltallige kabinet-Rutte IV aan, het kabinet valt vanwege verschil van inzicht over het oplossen van de asielcrisis.
- 25 – In België heeft de volksjury beslissingen genomen in het assisenproces over de aanslagen in Brussel op 22 maart 2016. Van de 10 beschuldigden worden er zes over de hele lijn schuldig bevonden, twee deels schuldig en twee volledig onschuldig.[24]
- 26 – Op de Noordzee, dicht bij het Nederlandse Waddeneiland Ameland, breekt een zware brand uit op het vrachtschip Fremantle Highway met aan boord zo'n 3800 auto's, waarvan bijna 500 elektrisch. Van de 23 bemanningsleden verongelukt er één. Er bestaat gevaar voor een milieuramp.[25]
- 26 – Bij een staatsgreep in Niger wordt de democratisch verkozen president Mohamed Bazoum uit zijn ambt gezet door militairen. Bazoum wordt vervangen door generaal Abdourahamane Tchiani. Westerse landen en de Verenigde Naties veroordelen de staatsgreep.[26][27]

### Augustus
- 1 – In de Verenigde Staten dient speciaal aanklager Jack Smith een federale aanklacht in tegen ex-president Donald Trump vanwege diens rol bij de mogelijke poging tot het beïnvloeden van de uitslag van de presidentsverkiezingen in 2020 en het aanzetten tot de bestorming van het Amerikaanse Capitool in januari 2021.[28]

- 4 – Zware regenval veroorzaakt overstromingen en aardverschuivingen in het noorden van Slovenië. Zes mensen, onder wie twee Nederlanders, komen om.[29]

- 8 – Vanwege de komst van een tyfoon worden alle 40.000 scouts op de 25e Wereldjamboree in Zuid-Korea verhuisd van het kampterrein naar de hoofdstad Seoul, waar de Wereldjamboree verder zal doorgaan.[30]

- 8 – In de Oekraïense stad Pokrovsk vallen tientallen gewonden en doden door een Russische raketaanval op een woonwijk.[31]

- 9 – Op het Hawaïaanse eiland Maui ontstaan als gevolg van een flitsdroogte catastrofale natuurbranden, die tientallen slachtoffers eisen en een groot deel van het historische district van Lahaina verwoesten.[32][33]

- 17 – De Canadese provinciehoofdstad Yellowknife wordt geëvacueerd vanwege de enorme natuurbranden die steeds verder richting de stad waren getrokken.[34]
- 24 – Japan begint met het lozen van Fukushima's radioactief water in de oceaan. Deze werkzaamheid heeft veel kritiek gekregen, voornamelijk uit China, Zuid-Korea en Rusland.[35]
- 28 – Nanowetenschapper Zijie Yan wordt neergeschoten op de Universiteit van North Carolina (UNC) in Chapel Hill.[36]

### September
- 2 – De Nobelstichting annuleert de uitnodiging van Russische, Wit-Russische en Iraanse ambassadeurs voor de 2023 prijsuitreiking in Stockholm.[37]
- 2 – Op Curaçáo begint onder de naam Senso23 de tienjaarlijkse volkstelling.
- 8 – Zware aardbeving in de Marokkaanse provincie Al Haouz. De aardbeving kost zeer veel mensenlevens en richt met name schade aan in bergachtig en moeilijk toegankelijke gebieden, wat de hulpverlening bemoeilijkt.
- 10 – Het oosten van Libië wordt getroffen door Storm Daniel. De doorbraak van twee dammen bij Derna veroorzaakt duizenden doden.
- 18 – De laatste BN ACEC LRV 6000 "Kusttram" wordt na 43 jaar uit dienst genomen.
- 24 – Servische militanten schieten bij een clash in Banjska in Noord-Kosovo een politieagent dood. De drie militanten worden uiteindelijk door de Kosovaarse politie doodgeschoten, daarbij vinden ze een grote hoeveelheid wapens. Kosovo beschuldigt de Servische staat van betrokkenheid.
- 28 – Bij twee schietincidenten in Rotterdam vallen drie doden. De verdachte, volgens de politie een student van de Erasmus Universiteit, sticht daarnaast ook twee branden. De politie weet de man te arresteren onder het helikopterdek van het Erasmus Medisch Centrum.

### Oktober
- 7 – Bij een verrassingsaanval vuurt Hamas vanuit de Gazastrook ruim tweeduizend raketten op doelen in Zuid-Israël, terwijl gewapende terroristen Israël binnendringen. Daarbij richten ze een bloedbad aan. Meer dan 260 mensen komen om het leven. Ook ontvoeren Hamasleden Israëlische burgers. Israël reageert met aanvallen op doelen in de Gazastrook.[38] (Lees verder)
- 16 – Bij een aanslag in Brussel vallen twee doden en een gewonde. In een video op sociale media eist iemand die geïnspireerd zegt te zijn door Islamitische Staat de aanslag op. Een voetbalinterland in het Koning Boudewijnstadion wordt gestaakt vanwege de gebeurtenis.
- 18 – Joran van der Sloot bekent na 18 jaar de moord op Natalee Holloway.
- 20 – Voormalige directeur van het Amsterdamse Slotervaartziekenhuis, Aysel Erbudak, wordt veroordeeld tot 18 maanden gevangenisstraf (waarvan 6 maanden voorwaardelijk).[39]
- 20 – Van Quickenborne stapt op als minister van Justitie in België vanwege de nalatigheid van het Openbaar Ministerie in de aanloop naar de terreuraanslag van 16 oktober in Brussel. Het bleek dat het parket van Brussel een verzoek van Tunesië om terrorist Abdesalem Lassoued uit te leveren niet had behandeld, hoewel dit verzoek al op 15 augustus 2022 was ontvangen.[40][41]

### November
- 2 – Storm Ciarán veroorzaakt onrust en schade in Noord- en West-Europa. Nederlandse luchthavens hebben vrijwel alle vluchten geannuleerd. In Bretagne, Frankrijk werd een windstoot van 207 km/h gemeten, windkracht 12 op de schaal van Beaufort. In Nederland is vooral 7 tot 9 Beaufort gemeten.[42][43][44]
- 16 – Het Verenigd Koninkrijk geeft als eerste land groen licht voor het aanpassen van het menselijk genoom met behulp van CRISPR-Cas9.[45][46]
- 22 - In Nederland vinden de Tweede Kamerverkiezingen plaats. De PVV van Geert Wilders wordt veruit de grootste partij. De partijen die het kabinet-Rutte IV vormden lijden alle fors verlies.

### December
- 3 – Er vindt een uitbarsting plaats van de vulkaan Marapi op het Indonesische eiland Sumatra. Hierbij komen ten minste elf mensen om het leven en raken meerdere mensen ernstig gewond.[47]
- 7 – VN-secretaris-generaal António Guterres waarschuwt met een zeldzaam beroep op art. 99 de Veiligheidsraad voor de “internationale vrede en veiligheid” naar aanleiding van de start van de oorlog tussen Hamas en Israël].[48]
- 12 - De Nederlandse regering haalt bakzeil: de hertenkampen mogen blijven.
- 15 - In Tilburg en Breda begint een proef waarin legaal geteelde wiet in negentien coffeeshops door de voordeur mag worden aangevoerd.
- 20 - Hoofdverdachte Desi Bouterse wordt in hoger beroep definitief veroordeeld tot 20 jaar gevangenisstraf vanwege zijn rol in de Decembermoorden van 1982.[49] De vier militairen Ernst Geffery, Iwan Dijksteel, Benny Brondenstein en Stephanus Dendoe krijgen vijftien jaar opgelegd.[50]

### Zonder datum
- Een nieuwe Thalattosuchus wordt bekend gemaakt. Het gaat om de Turnersuchus een vroege vorm van een zeekrokodil.
- Een team van Zwitserse en Franse neurowetenschappers weten voor het eerst het contact tussen de hersenen en het ruggenmerg te herstellen en laten een verlamd persoon weer lopen.[51]

## Geboren
- 27 maart – François Henri Luis Marie Guillaume van Luxemburg[52]

## Weerextremen

### België
- 1 januari – hoogst gemeten temperatuur ooit op deze dag: 16,3°C. Ook is dit de warmste januaridag ooit gemeten.[53]
- Juni was de warmste junimaand sinds het begin van de metingen in 1892: gemiddeld 20,3°C.[54]
- Record aantal zomerse dagen in juni: 17.[54]
- Zonnigste junimaand ooit gemeten: 307 uur en 50 minuten in Ukkel.[54]
- Hoogste gemiddelde maximumtemperatuur ooit in juni: 25,4°C.[54]
- Hoogste gemiddelde minimumtemperatuur ooit in juni: 14,5°C.[54]

### Nederland
- 1 januari – hoogst gemeten temperatuur ooit op deze dag: 15,6°C. Ook is dit de warmste januaridag ooit gemeten.[55]
- 13 mei tot en met 19 juni – hoogste aantal aaneengesloten droge dagen ooit: 38 dagen.[56]
- 19 mei tot en met 17 juni – zonnigste periode van 30 dagen ooit: 367,3 uur in De Bilt.[57]
- Juni was de warmste junimaand sinds het begin van de metingen in 1901: gemiddeld 19,4°C.[58]
- Record aantal zomerse dagen in juni sinds 1901: 16.[58]
- Zonnigste junimaand ooit gemeten: 328 uur gemiddeld over Nederland.[58]
- 8 juli – hoogst gemeten temperatuur ooit op deze dag: 31,9°C.[59]
- 6 augustus – laagste maximumtemperatuur op deze dag: 15,8°C.[60]
- Oktober was de natste oktobermaand sinds het begin van de meting in 1906: 150 millimeter gemiddeld over Nederland.[61]
- Het jaar 2023 was met een gemiddelde temperatuur van 11,8°C het warmste jaar ooit gemeten.[62]
- Het jaar 2023 was met een landelijk gemiddelde neerslag van 1060 mm het natste jaar ooit. Dit werd veroorzaakt door een uitzonderlijk nat voorjaar én najaar.[62]

### Wereldwijd
- Juni was wereldwijd de warmste junimaand ooit gemeten.[63]
- Juli was wereldwijd de warmste maand ooit gemeten.[63]
- Augustus was wereldwijd de warmste augustusmaand ooit gemeten. Het was 1,5 graad warmer dan in de periode 1850-1900.[64]
- September was wereldwijd de warmste septembermaand ooit gemeten. Met 16,38°C was het 0,93°C warmer dan het gemiddelde over 1991-2020.[65]
- Juni 2023 t/m juni 2024: dertien maanden op rij werd het maandrecord verbroken.[66]
- De zomer was wereldwijd de warmste ooit gemeten. Met 16,77°C was het 0,66°C warmer dan het gemiddelde over 1991-2020. Vergeleken met het gemiddelde over het pre-industrieel tijdperk tussen 1850 en 1900 was het zelfs 1,4°C warmer.[67][68]